# 克拉普芬瓦德爾山

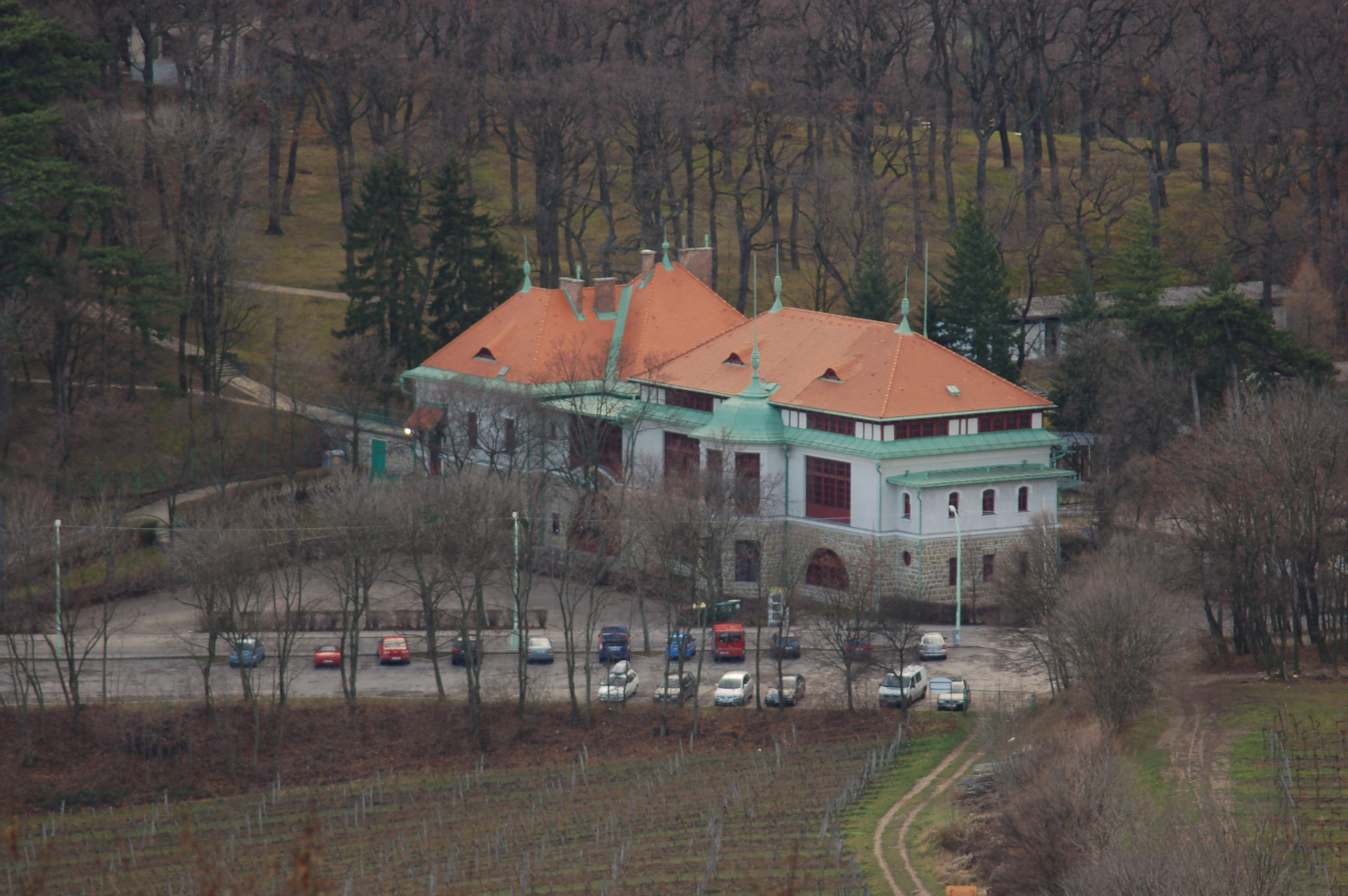

克拉普芬瓦德爾山（德語：Krapfenwaldl），是奧地利的山峰，位於該國東北部，由維也納負責管轄，屬於維也納林山的一部分，海拔高度354米，每年平均降雨量904毫米。
48°15′57″N 16°19′51″E / 48.26586°N 16.33071°E